# 20-й армейский корпус (Великобритания)
20-й армейский корпус (англ. XX Corps) — общевойсковое оперативно-стратегическое соединение войск Великобритании в Первой мировой войне.

## Формирование и боевой путь
20-й армейский корпус был создан в июне 1917 года по инициативе главнокомандующего Египетской экспедиционной армии Эдмунда Алленби, готовившего крупномасштабное наступление на Палестинском фронте. Комплектование частей корпуса длилось всё лето и большую часть осени, некоторые дивизии формировались с нуля прямо на территории Египта. Боевое крещение корпуса состоялось в битве за Беэр-Шеву 31 октября 1917 года. 60-я и 74-я успешно захватили турецкие позиции на западной окраине города, облегчив тем самым задачу по взятию этого населённого пункта австралийской конной дивизии. 6 ноября 10-я, 60-я и 74-я дивизии фронтальным ударом штурмуют османские укрепления в предместьях Шерии. На следующий день 10-я дивизия захватывает редут Харейра, а 60-я дивизия развивает наступление на Хадж, чтобы помочь австралийской конной дивизии отсечь отступающую турецкую армию.
В дальнейшем, под руководством бессменного командующего генерал-лейтенанта Филиппа Четвуда 20-й корпус принял участие во всех основных сражениях победоносной кампании: третьей битве за Газу, сражении за хребет Эль-Мугар, взятии Иерусалима и, наконец, в битве при Мегиддо.

## Состав корпуса
| октябрь 1917 - 10-я пехотная дивизия (ирландская) - 53-я пехотная дивизия (уэльская) - 60-я пехотная дивизия (2/2-я лондонская) - 74-я пехотная дивизия (йоменская) корпусные части: - 1/2-й кавалерийский йоменский полк графства Лондон - 96-я группа тяжёлой артиллерии |  | конец сентября 1918 - 10-я пехотная дивизия (ирландская) - 53-я пехотная дивизия (уэльская) корпусные части: - 1/1-й кавалерийский вустерширский йоменский полк - 1-я гонконгская и сингапурская батарея горных орудий - 39-я индийская батарея горных орудий - 97-я бригада королевской артиллерии - 103-я бригада королевской артиллерии |